# Champignolles (Côte-d'Or)
Champignolles is een gemeente in het Franse departement Côte-d'Or (regio Bourgogne-Franche-Comté) en telt 75 inwoners (2015). De plaats maakt deel uit van het arrondissement Beaune.

## Geografie
De oppervlakte van Champignolles bedraagt 6,5 km², de bevolkingsdichtheid is dus 10,8 inwoners per km².
De onderstaande kaart toont de ligging van Champignolles (Côte-d'Or) met de belangrijkste infrastructuur en aangrenzende gemeenten.

## Demografie
Onderstaande figuur toont het verloop van het inwonertal (bron: INSEE-tellingen).